# Amelora crenulata
Amelora crenulata är en fjärilsart som beskrevs av Turner 1926. Amelora crenulata ingår i släktet Amelora och familjen mätare. Inga underarter finns listade i Catalogue of Life.